# 휠러-디윗 방정식
휠러-디윗 방정식(-方程式, Wheeler-deWitt equation)은 정준 양자 중력을 나타내는 함수형 미분 방정식이다. 중력의 미분동형사상 불변성을 나타낸다.

## 기본적인 개념
루프 양자중력(loop quantum gravity, LQG)은 양자역학과 일반상대성이론을 통합하기 위한 이론이다. 그러므로 양자역학에서의 기본적인 가정을 따라야 한다. 해밀토니안은 양자역학의 기본 가정이기 때문에 LQG의 일반적인 상황에서 해밀토니안 연산자를 파동 함수와 곱하는 것이다.

## 전개
일반 상대성 이론은 미분동형사상 불변성을 게이지 대칭으로 지닌다. ADM 수식체계에서, 계량 텐서의 네 게이지 자유도는 라그랑주 승수의 형태로 나타난다. 즉, 그 운동 방정식은 다음과 같다.
{\displaystyle H=0}
{\displaystyle P^{i}=0}
여기서 {\displaystyle H} 및 {\displaystyle P^{i}}는 {\displaystyle g_{ij}}와 그 켤레 운동량 {\displaystyle \pi ^{ij}}를 포함하는 표현이다. 정준 양자 중력에서는 이들을 연산자로 승격시킨다. 따라서 {\displaystyle H}와 {\displaystyle P^{i}}도 연산자로 바뀐다. 휠러-디윗 방정식은 다음과 같다.
{\displaystyle {\hat {H}}|\psi \rangle =0}
{\displaystyle {\hat {P}}^{i}|\psi \rangle =0}

## 역사
브라이스 디윗(영어: Bryce DeWitt)이 1967년에 도입하였다.

## 같이 보기
- ADM 형식
- 루프 양자중력